# Замок Мейнут

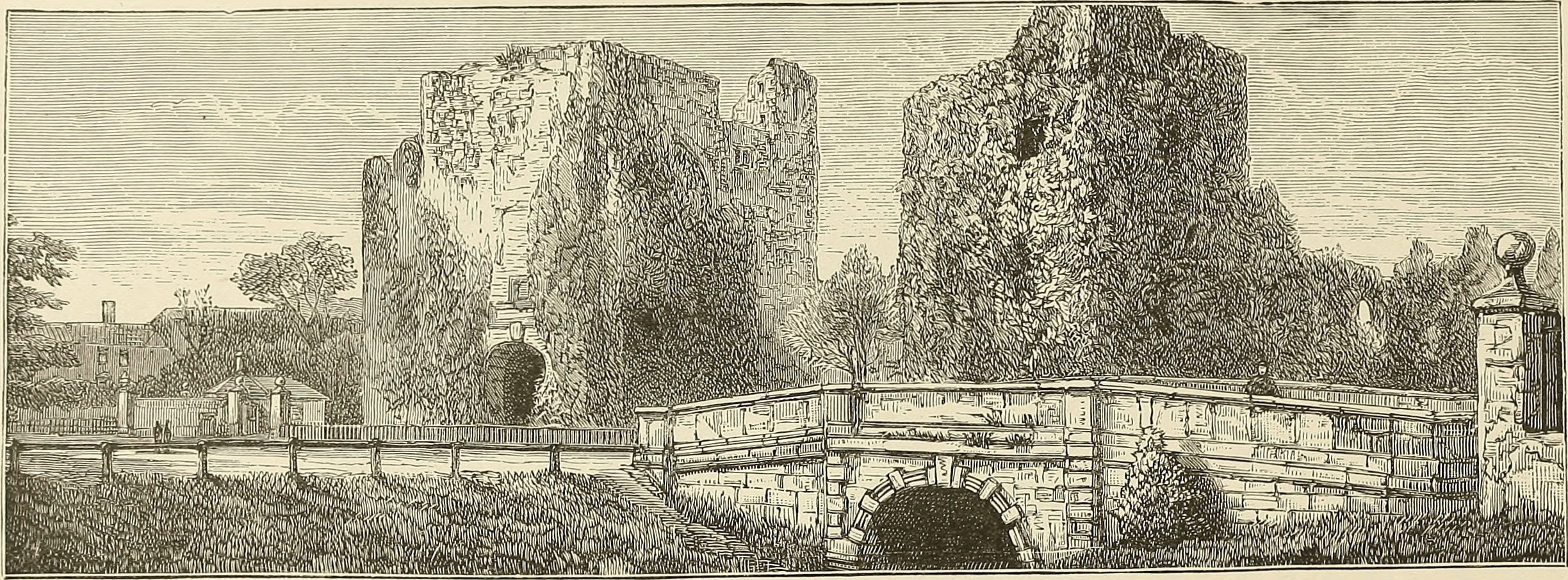
Руїна замку Мейнут у 1885 році. Малюнок.

Замок Мейнут (англ. Maynooth Castle, ірл. Caisleán Má Nuad) — кашлен Ма Нуад — один із замків Ірландії, розташований в графстві Кілдер, біля одноіменного селища Мейнут. Замок нині в руїнах. Замок стоїть біля південного кампусу університету Мейнут. Замок побудований в ХІІ столітті. Нині замок Мейнут є пам'яткою історії та культури Ірландії національного значення. Географічні координати замку: 53°22′51″N6°35′40″W. Замок був прикордонним замком Пейлу — англійської колонії в Ірландії, потім був резиденцією Шовкового Томаса — Томаса ФітцДжеральда. Назва замку перекладається як «Замок рівнини Нуаду». Нуаду — персонаж ірландськох міфології.

## Історія замку Мейнут
Земля, на якій стоїть замок Мейнут після англо-ірландського завоювання Ірландії була подарована графом Стронгбоу Морісу ФітцДжеральду в 1176 році. Замок був побудований біля злиття двох річок наприкінці ХІІ століття. Замок став резиденцією родини ФітцДжеральд. Сер Джон ФітцДжеральд розбудував і розширив замок в XV столітті. ФітцДжеральди отримали титул графа Кілдер, отримали посаду лорд-депутата Ірландії, стали одними з найбагатших і наймогутніших землевласників Ірландії і деякий час були по суті володарями та правителями Ірландії і навіть помишляли про корону незалежного королівства Ірландія.
У замку Мейнут відбувалось чимало подій під час повстання Шовкового Томаса — Томаса ФітцДженральда — Х графа Кілдер у 1535—1537 роках. Після поразки в Дубліні Шовковий томас відступив в замок Мейнут. Армія його танула, союзників ставало все менше. Англійська армія на чолі з Вільямом Скеффінгтон оточила замок і почала штурм в березні 1535 року. Замок бомбардували гарматами. Більша частина замку булла зруйнована вщент. Більшість гарнізону замку полягла в бою. Мало хто вцілів і потрапив в полон. Полонених англійські солдат истратили перед воротами замку. Але повстання можна було продовжувати — більша частина Ірландії булла незалежна від Англії. Вільямом Скеффінгтон не хотів затяжної війни — запропонував Шовковому Томасу здатися на милість короля Ангнлії. При цьому він гарантував помилування від короля, недоторканість і свободу Шовковому Томасу. Шовковий Томас повірив і здався англійській армії. Його кинули в Тауер, потім стратили в Тайберні 3 лютого 1537 року — його і 5 його родичів.
Замок довго лежав у руїнах, потім був відбудований в 1630—1635 роках. Замок відбудував Річард Бойл — І граф Корк після того, як його дочка вийшла заміж за Джорджа ФітцДжеральда — XVI графа Кілдер. У 1641 році спалахнуло повстання за незалежність Ірландії, почалась так звана Одинадцятирічна війна в Ірландії. Замок знову став ареною боїв і знову був зруйнований. Лишилися руїни тільки двох веж — Прохідної та Сонячної вежі. На прохідній вежі збереглися герби феодалів Бойл та ФітцДжеральд. ФітцДжеральди назавжди покинули замок Мейнут. Їхньою резиденцією став замок Кілкі, а потім ФітцДжеральди переїхали в резиденцію Картон-Хаус.
У ХХ столітті виникла ідея відреставрувати замок Мейнут. Реставраційні роботи почало Управління громадських робіт у лютому 2000 року. Замок був відреставрований і відновлений тільки частково. Нині руїни замку доступні для туристів (з обмеженим доступом).